# Hôtel de ville de Legnica
L’hôtel de ville de Legnica, bâtiment construit en 1905 dans le style néo-Renaissance, est le siège des autorités municipales.

## Historique
À la suite du développement de la ville, à la fin du XIXe siècle, la nécessité se fit sentir de construire un nouveau et plus grand hôtel de ville. Un nouveau siège de la municipalité de Legnica a été érigée entre 1902 et 1905, selon le projet du conseiller en architecture Paul Öhlmann. Il est un effet de la réalisation de la première partie du projet, qui prévoiait la construction du bâtiment à quatre ailes avec les deux cours intérieures et la tour monumentale. Les travaux de construction, probablement faute de ressources, n’ont pas été finis. Selon la décision du conservateur des monuments historiques de la voïvodie du 14 avril 1981, le bâtiment a été inscrit au registre des monuments historiques.

## Architecture
Le nouvel hôtel de ville est un grand édifice de style néo-Renaissance, érigé sur un plan en L. C'est un bâtiment de cinq étages, avec deux avant-corps, couvert de toits à deux versants avec des lucarnes. Il y a un clocheton sur le faîtage et les gables ornés de style néo-renaissance. Le clocheton est couronné par le dôme avec les deux dégagements. Les façades sont richement décorées de détails d’architecture, tels que les fenêtres en baie, le bossage ou les bordures des fenêtres. L’ornement de fenêtre de baie du côté nord correspond à l’histoire de la ville. Sur les colonnes de la loggia se trouvent les représentations des chevaliers avec les blasons de Silésie, de Legnica et de Prusse. Au sommet du fronton, se trouve un cartouche avec le blason de la ville (deux clés croisés). Au-dessus, il y a la figure du lion tchèque – l’animal du blason de Legnica. Il y a l’intérieur de deux et demi travées avec les couloirs de communication et au-dessus, il y a des voûtes en berceau avec les lunettes. L’hôtel de ville est le siège des autorités de la ville.

## Galerie

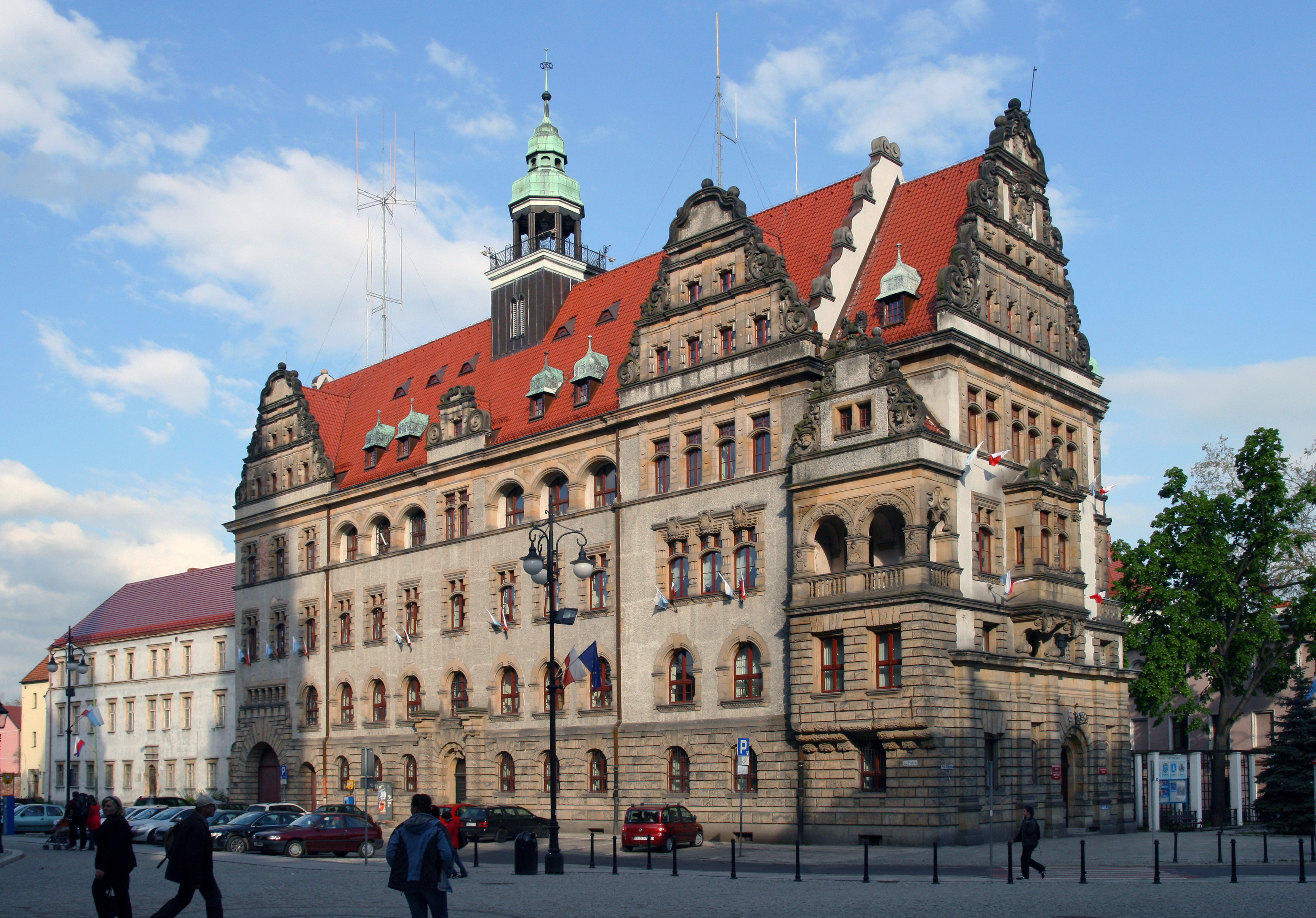
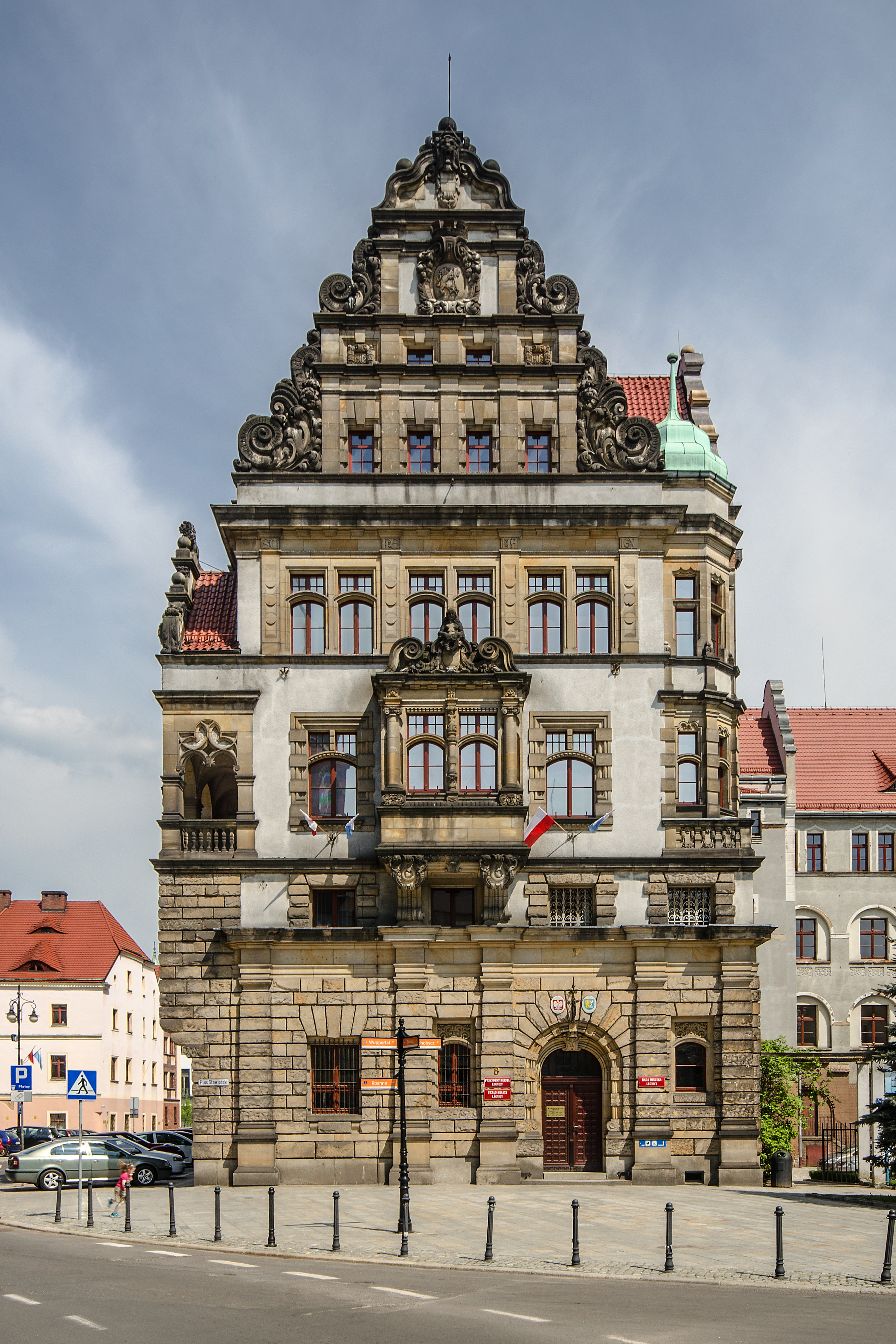
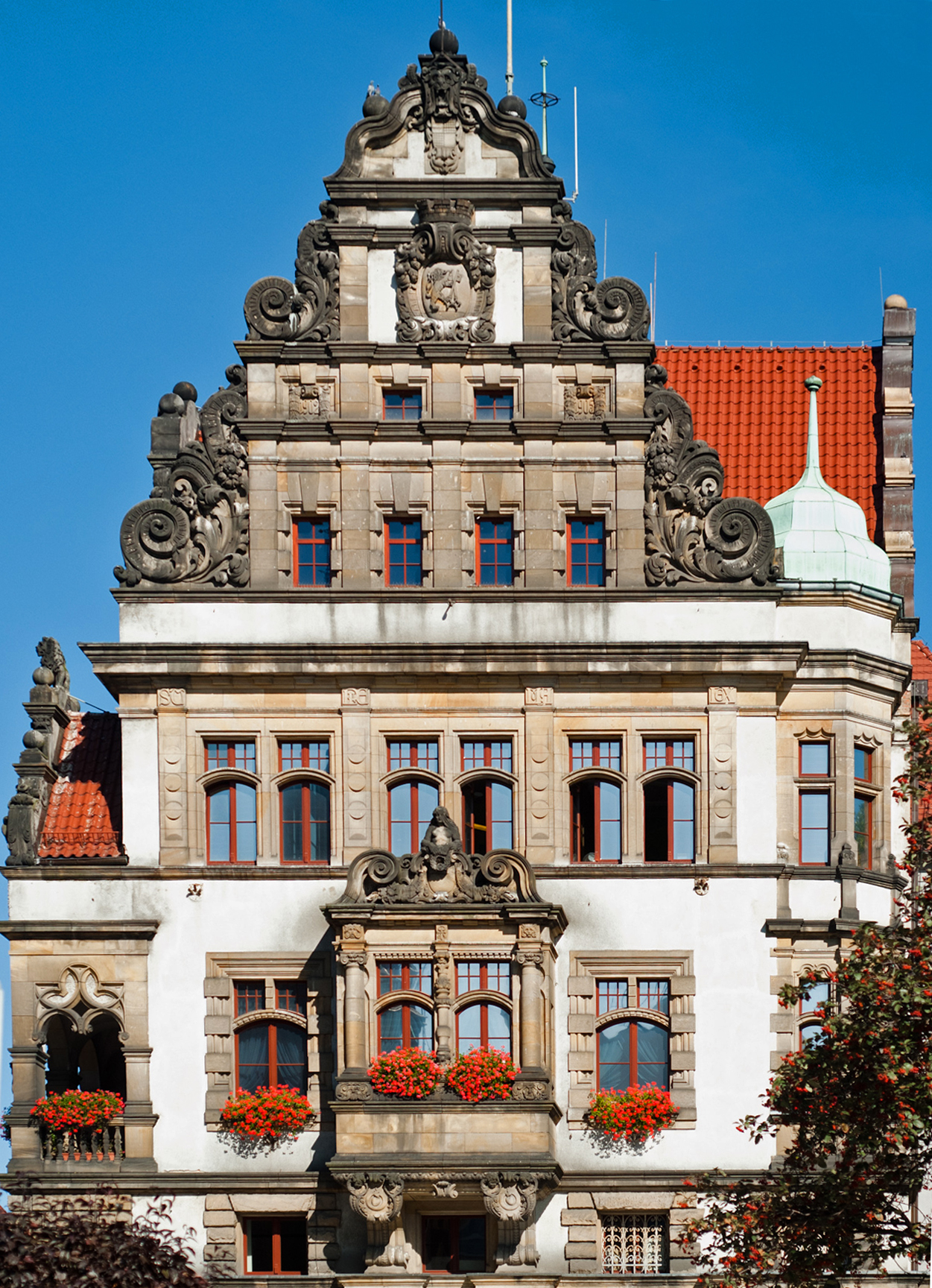
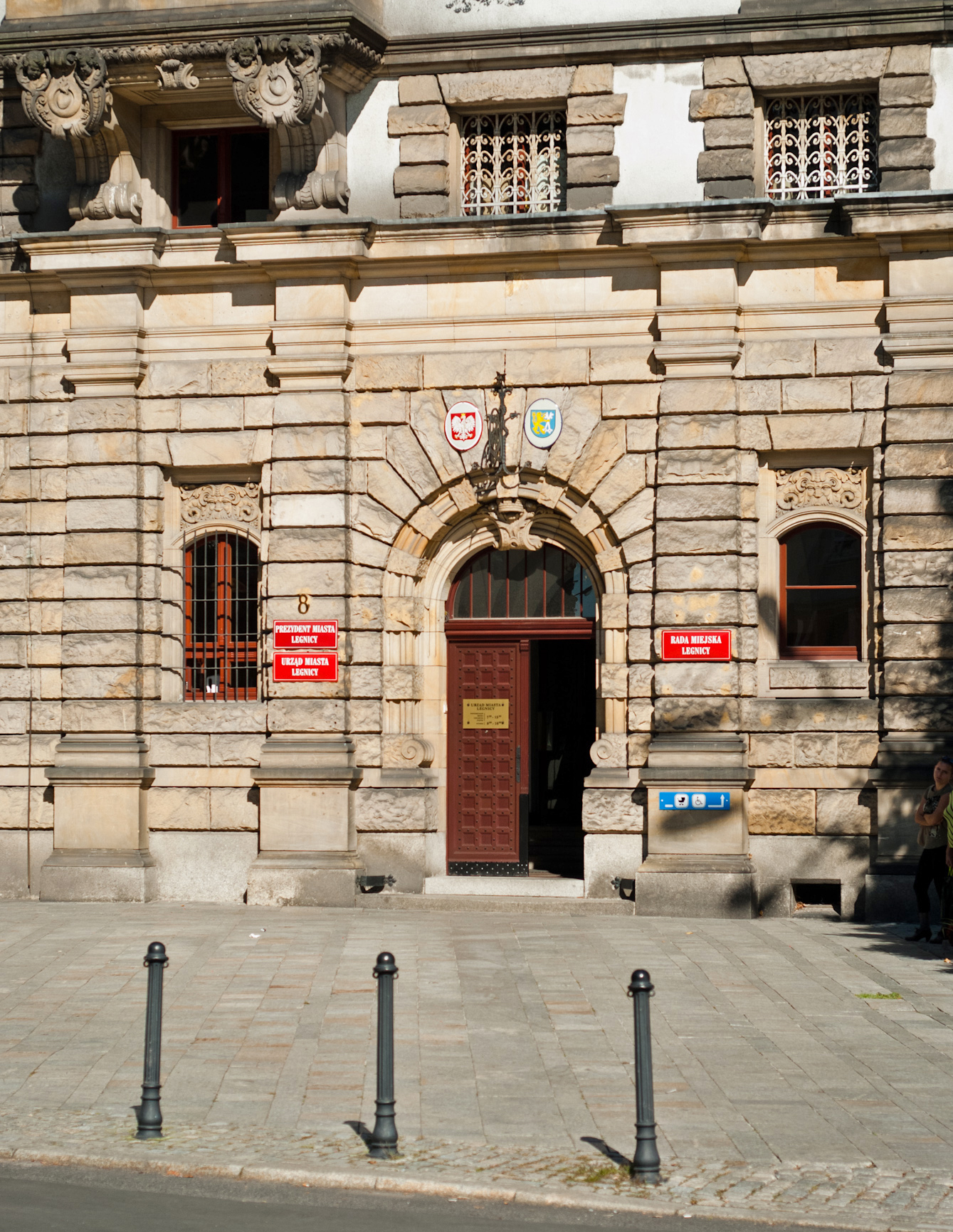